# Federazione pallavolistica dell'Arabia Saudita
La Federazione saudita di pallavolo (eng. Saudi Arabian Volleyball Federation, SAVF) è un'organizzazione fondata per governare la pratica della pallavolo in Arabia Saudita.
Organizza il campionato maschile e femminile, e pone sotto la propria egida la nazionale maschile e femminile.
Ha aderito alla FIVB nel 1964.